# بنك سيلفرغيت
بنك سلفرغيت (بالإنجليزية: Silvergate Bank)‏ هو بنك تأسس عام 1988 في كاليفورنيا. بدأت الشركة في تقديم الخدمات لمستخدمي العملات المشفرة في عام 2016، وأجرت اكتتاباً عاماً أولياً في عام 2019. في تشرين الثاني / نوفمبر 2022، أثيرت مخاوف بشأن صحة سيلفرغيت، بعد انخفاض أسعار العملات المشفرةوإفلاس شركة إف تي إكس ‏. في مارس 2023 ، أعلن البنك عن خطط للتصفية والتصفية.

## التأسيس والنمو
تأسس بنك سيلفرغيت كجمعية إدخار وإقراض ‏. في عام 1996، تمت إعادة رسملة البنك وتنظيمه ليصبح بنكاً من قبل دينيس فرانك وديريك إيزيل، لكنه ظل في البداية بنكاً مجتمعياً ‏ مكوناً من ثلاثة فروع في منطقة سان دييغو.
في العام 2013، استثمر الرئيس التنفيذي آلان لين في بيتكوين حيث أطلقت الشركة مبادرة لبدء خدمة عملاء العملات المشفرة في عام 2016. بعد ذلك، نما البنك بسرعة ووصل حجم أصوله إلى 1.9 مليار دولار و250 عميلًا بحلول عام 2017. أجرت الشركة اكتتاباً عاماً أولياً في تشرين الثاني / نوفمبر 2019 بسعر سهم قدره 13 دولار أمريكي، وبحلول تشرين الثاني / نوفمبر 2021، ارتفع السعر بنسبة 1580٪ إلى 219 دولار أمريكي بسبب فقاعة العملة المشفرة في ذلك الوقت.

## شبكة سيلفرغيت للصرافة والاستحواذ على ديم
قام البنك بتشغيل نظام مدفوعات في الوقت الفعلي يسمى "شبكة سيلفرغيت للصرافة" (SEN) والتي أتاحت لمؤسسات تبادل العملات المشفرة والعملاء تبادل العملات الورقية مثل الدولار الأمريكي واليورو. ربما كان سيلفرغيت هو أول بنك منظم يطور هذا النوع من نظام الدفع. ومع نهاية الربع الثالث من العام 2022، كان لديه ودائع بقيمة 12 مليار دولار من 1،677 من عملاء "شبكة سيلفرغيت للصرافة" بما في ذلك جميع بورصات العملات المشفرة الرئيسية وأكثر من 1،000 من المستثمرين المؤسسيين.
بدأت سيلفرغيت في العام 2021 جهوداً لإطلاق عملتها المستقرة الخاصة بها والمدعومة بالدولار الأمريكي، وحصلت على تقنية ميتا وديم في كانون الثاني / يناير 2022 مقابل حوالي 200 مليون دولار أمريكي للمساعدة في ذلك (كانت سيلفرجيت تعتزم سابقًا العمل كمصدر رئيسي لعملة ديم في الميتا).

## التعرض لـ إف تي إكس وانخفاض السيولة والانتهاء
في أواخر عام 2022 وفي أعقاب انخفاض أسعار العملات المشفرة وانهيار العديد من منصات تبادل العملات المشفرة وخططها مثل أف تي أكس، أثيرت المخاوف بشأن التأثيرات المحتملة على سيلفرغيت بسبب فقدان الودائع والتعرض للائتمان من الرافعة المالية لشبكة سيلفرغيت للصرافة، بالإضافة إلى التداعيات المحتملة على سيلفرغيت بما يتعلق بقضايا النظام البيئي الأوسع للعملات المشفرة بسبب الدور الرئيسي لسيلفرغيت فيه. أثار بعض البائعين على المكشوف احتمالية حدوث هلع مصرفي. انخفض سعر سهم سيلفرجيت بنسبة 89٪ من أعلى مستوى له في تشرين الثاني / نوفمبر 2021 إلى 25 دولار أمريكي بحلول 5 كانون الأول / ديسمبر 2022، وانخفضت ودائعها إلى 9.8 مليار دولار أمريكي. صرح بنك سيلفرغيت بأن لديه سيولة كافية، وأنه لديه ودائع لشركة إف تي إكس فقط، وأنه لم يتعرض لشركة إف تي إكس من خلال الإقراض. طلب أعضاء مجلس الشيوخ إليزابيث وارن وروجر مارشال وجون كينيدي أن يشرح البنك علاقته بشركة إف تي إكس في كانون الأول / ديسمبر 2022. وبحلول كانون الأول / ديسمبر 2022، انخفضت الودائع في سيلفرغيت إلى 3.8 مليار دولار.
في 8 آذار / مارس 2023، تم الإعلان أن بنك سيلفرغيت سينهي عملياته وسيتم تصفيته.